# الحدم صرم روحان (الشعر)

تعديل مصدري - تعديل

الحدم صرم روحان هي إحدى قرى عزلة الأ ملؤك بمديرية الشعر التابعة لمحافظة إب، بلغ تعداد سكانها 672 نسمة حسب تعداد اليمن لعام 2004.